# Olivier Long
Olivier Long (* 11. Oktober 1915 in Veyrier, Kanton Genf; † 19. März 2003 in Genf) war ein Schweizer Botschafter und Generaldirektor des Allgemeinen Zoll- und Handelsabkommens (GATT) von 1968 bis 1980.

## Leben
Olivier Daniel Long wurde 1915 als Sohn von Eduard Long und Marie Long-Landry in Petit-Veyrier, einem Stadtteil von Veyrier, geboren. Er studierte von 1932 bis 1938 an der Sorbonne in Paris, von 1937 bis 1943 an der Universität Genf, wobei er für ein Semester 1938 in London an der Universität London und von Oktober 1938 bis September 1939 an der Harvard University studierte und während des letzten Zeitraums in den USA Forschungsassistent an der Rockefeller-Stiftung war. An der Universität Paris machte er einen Doctor of Laws und an der Universität Genf einen Doktor der Politikwissenschaften.
In den Jahren von 1939 bis 1942 absolvierte er den Militärdienst und erreichte währenddessen den Rang eines Leutnants. 1943 arbeitete er beim Internationalen Roten Kreuz in Genf. In den Folgejahren 1944 bis 1946 war er Delegierter des Internationalen Roten Kreuzes in London. Eine seiner Tätigkeiten war die Verhandlung zum Austausch von Kriegsgefangenen. Im Anschluss an diese Tätigkeit arbeitete er bis 1949 im Politischen Departement der Eidgenossenschaft in Bern, später in dieser Zeit bei der Schweizer Vertretung in Washington.
Im Jahr 1954 wechselte er zur Wirtschaftsabteilung, und von 1955 bis 1966 arbeitete er als Delegierter des Bundesrates für Handelsabkommen. Von 1960 bis 1966 war er Vorsitzender der Schweizer Delegation zur EFTA, nachdem er vorher bereits eine prominente Rolle bei der Errichtung der Organisation gespielt hatte.
Während dieser Zeit organisierte er in den Jahren 1960 und 1961 Treffen zwischen der französischen Regierung und der provisorischen Regierung der Algerischen Republik (GPRA). Beide Seiten hatten bereits erfolglos versucht, Verhandlungen zu führen, die jedoch zu keiner Einigung führten. Nach Einschätzung der Schweizer Regierung machten die guten Beziehungen Longs zu Personen von beiden Seiten und sein Charakter ihn zum idealen Diplomaten für den Schweizer Versuch, zwischen beiden Seiten zu vermitteln, was bei einem Treffen zwischen Long und Taïeb Boulharouf Ende Dezember 1960 auf Ersuchen des GPRA-Präsidenten Ferhat Abbas vereinbart wurde. Max Petitpierre bewilligte das Vorgehen. Long lud beide Seiten zu Treffen ein, zum Teil fanden diese in seinem Privathaus in Veyrier statt. Die Verhandlungsstrategie Longs wurde dabei als äusserst verschwiegen bezeichnet. So war auch das Politische Departement der Eidgenossenschaft nicht zu jeder Zeit über die Einzelheiten informiert. Seine Nachkommen in Veyrier erfuhren selbst keine Einzelheiten über seine Beteiligung an den Verhandlungen, weshalb er nach den Memoiren von Jean-Denys Duriaux «die Sphinx» genannt wurde. Weitere Treffen unter der Leitung von Long fanden in Évian und Lugrin statt. Am Ende dieser Treffen stand am 18. März 1962 das Abkommen von Évian, womit der Algerienkrieg mit einem Waffenstillstand endete.
Ende Dezember 1966 wurde er zum ausserordentlichen und bevollmächtigten Schweizer Botschafter für das Vereinigte Königreich und Malta ernannt.

### Amt des Generaldirektors
Im Anschluss wurde er am 6. Mai 1969 zum Generaldirektor des Allgemeinen Zoll- und Handelsabkommens gewählt und übernahm das Amt von Eric Wyndham White, der es seit 1948 als erster Amtsinhaber ausgeübt hatte. Zunächst war er widerwillig, den Posten des Botschafters aufzugeben, da er dieses Amt erst seit einem Jahr ausübte, übernahm dann aber das Amt des Generaldirektors. Dieses übte er bis 1980 aus. Zusätzlich übernahm er 1973 das Amt des Vorsitzenden des GATT/Preparatory Committee for Trade Negotiations. Während der Zeit als Generaldirektor arbeitete Long gegen protektionistische Bemühungen, insbesondere während und nach der Ölkrise, verhandelte die Beschlüsse der Tokio-Runde und setzte sie im Anschluss durch. Die Zeit war geprägt von den Schwierigkeiten des Endes der Kolonialzeit und des Bretton-Woods-Systems. Mit Longs Anstrengungen während der Tokio-Runde kam eine Entwicklung des Streitbeilegungsprozesses, so wurde die Einrichtung von GATT-Panels kodifiziert und wurden andere bindende Regeln festgesetzt. Dabei bemerkte Long, dass zwar die Welthandelsrunden den Abbau von Steuern und Zöllen brachten, eine Liberalisierung des Handels im Agrarsektor jedoch nicht stattfand.
Die Hochschullehrerin Gabrielle Marceau beschrieb seine Arbeitsweise als pragmatisch im Bezug auf die Rolle von rechtlichen Regeln im Handelssystem. So habe er zwar die Wichtigkeit von Regeln anerkannt, aber die Grenzen von formalen Regeln in einem System betont, das «genau in einer permanenten Vereinigung von Recht und Interessen» liege. Nach dem Bericht von Renzo Franco war Long der Ansicht, dass es niemals ein Justiziariat im GATT-Sekretariat geben sollte, da das System des GATT zu allen Zeiten auf Flexibilität und Anpassungsfähigkeit und der Diplomatie beruhen sollte und weniger auf rechtlichem Formalismus, zumindest was die Streitbeilegung betrifft. So seien zwar Leute eingestellt worden, die eine rechtliche Ausbildung hatten, sie seien jedoch nie Jurist genannt worden. Trotz dieser Abneigung begann unter seiner Amtszeit die Niederschrift von Regeln der Streitbeilegung, zum Grossteil die Aufzeichnung von bereits bestehenden Gewohnheiten. Für Long waren die Hauptfunktionen des Systems des GATT Verhandlung und Abwendung von Konflikten.
Sein Nachfolger im Amt des Generaldirektors war Arthur Dunkel.

### Nach dem Amt als Generaldirektor
Nachdem er seine Tätigkeit beim GATT beendet hatte, kehrte er zum Roten Kreuz zurück und wurde Mitglied des Internationalen Komitees vom Roten Kreuz, was er bis 1985 blieb. Ab 1986 bis zu seinem Tode war er noch Ehrenmitglied. Von 1962 bis 1985 arbeitete Long als Professor am Graduate Institute of International Studies in Genf, wo er zahlreiche Bücher und Artikel über Wirtschaftsfragen und Politikwissenschaften schrieb.
Long war verheiratet und Vater zweier Töchter und eines Sohnes. Er starb am 19. März 2003 in Genf. In einem Nachruf der Times schreibt diese, dass seine Arbeit die Schweizer Tradition der Beteiligung an internationalen Organisationen typisiert habe.

## Publikationen (Auswahl)
- Un aspect du conflit des politiques commerciales avant la guerre. Les États-Unis et la Grande-Bretagne devant le IIIe Reich 1934–1939. Imprimerie du Journal de Genève, Genf 1943 (Diss. Sc. polit. Genf).
- Wohin steuert die Weltwirtschaft? Wirtschaftsförderung, Zürich 1978 (= Wirtschaftspolitische Mitteilungen. 34, Nr. 1, 1978).
- Law and its limitations in the GATT multilateral trade system. Graham & Trotman, London 1987.